# Полько, Элиза
Элиза Полько (нем. Elise Polko, урождённая Фогель, нем. Vogel; 31 января 1823, поместье Вакербарт — 15 мая 1899, Мюнхен) — германская писательница, дочь известного педагога Карла Христофора Фогеля.

## Биография

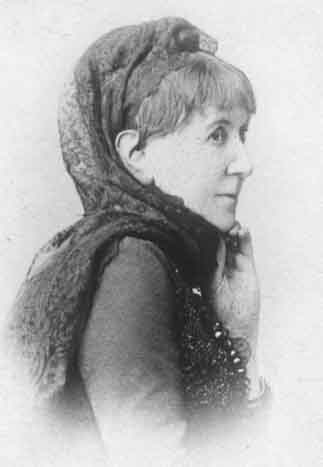
Элиза Полько в 1891 году

Была первым ребёнком в семье. В 1824 году вместе с семьёй переехала в Крефельд, где её отец до 1832 года преподавал в гимназии. В 1832 году семья переехала в Лейпциг. По совету Феликса Мендельсона-Бартольди, с которым дружила и который отметил её вокальные данные, попробовала себя в качестве оперной певицы (меццо-сопрано) и некоторое время обучалась вокалу в Париже, но на сцене петь так и не стала, поскольку в 1849 году вышла замуж за инженера и впоследствии управляющего железнодорожной компании; отказавшись от карьеры певицы, решила посвятить себя литературе.
Вместе с мужем жила сначала в Дуйсбурге, затем с 1851 или 1852 года на протяжении 25 лет в Миндене, в здании железнодорожной станции, с 1877 по 1880 год в Ветццаре и Кёльн-Дойце. В феврале 1887 года, вскоре после смерти их неизлечимо больного сына, её муж умер, оставив долги и не обеспечив её пенсией от железнодорожной компании. С этого времени Эльзе пришлось самостоятельно содержать свою семью. Сначала она жила в Ганновере, оттуда по состоянию здоровья переехала в Висбаден, оттуда по финансовым соображениям во Франкфурт, а последние годы жизни провела в Мюнхене. Жила литературным трудом, также получала маленькую социальную пенсию и помогала по дому пожилым соседям.
В XIX веке её произведения были популярны в Германии, особенно среди женской аудитории, и были посвящены преимущественно жизни артистов, в первую очередь музыкантов, с которыми она была лично знакома или биографии которых изучала. Значительную часть своих произведений написала в Миндене.

## Творчество
Наиболее известные романы: «Ein Frauenleben» (1854), «Sabbathteier», «Faustina Hasse», «Sie schreibt», «Stephanie», «Umsonst», «Ein Familienideal», «Getrennt»; рассказы: «Musikalische Märchen, Phantasien und Skizzen» (1852—1872, множество изданий), «Schöne Frauen» (1865—69), «Миниатюры и новеллы» (нем. Miniaturen und Novellen; 1880), «Новая книга сказок» (нем. Neues Märchenbuch; 1884). Кроме того, написала биографии своих отца и брата (Эдуарда Фогеля) и воспоминания о композиторе Мендельсоне (Лейпциг, 1868).